# Graptartia mutillica
Graptartia mutillica är en spindelart som beskrevs av Célio F.B. Haddad 2004. Graptartia mutillica ingår i släktet Graptartia och familjen flinkspindlar. Inga underarter finns listade i Catalogue of Life.